# Quézac (Lozère)
Pour les articles homonymes, voir Quézac.

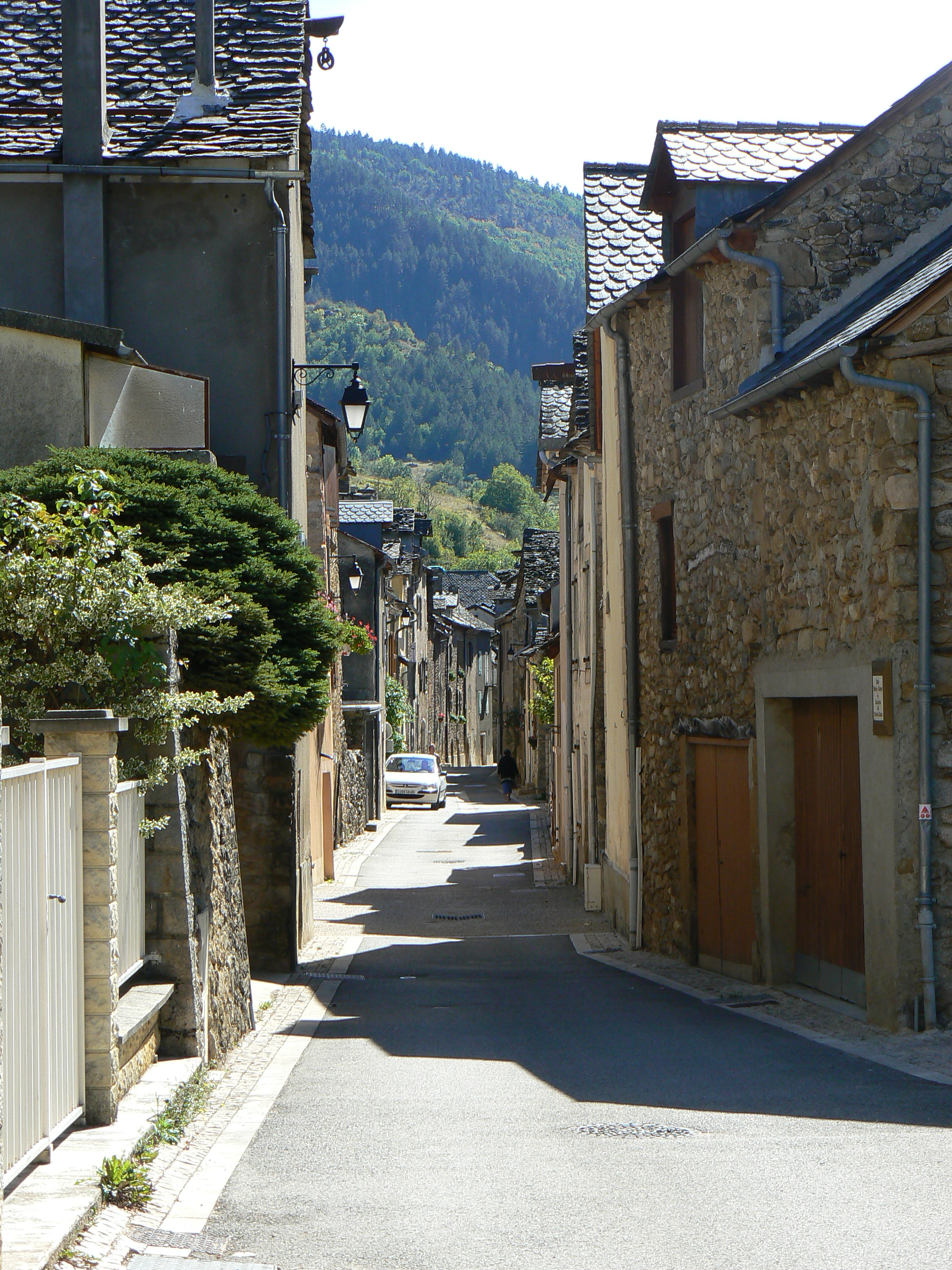
La rue principale.

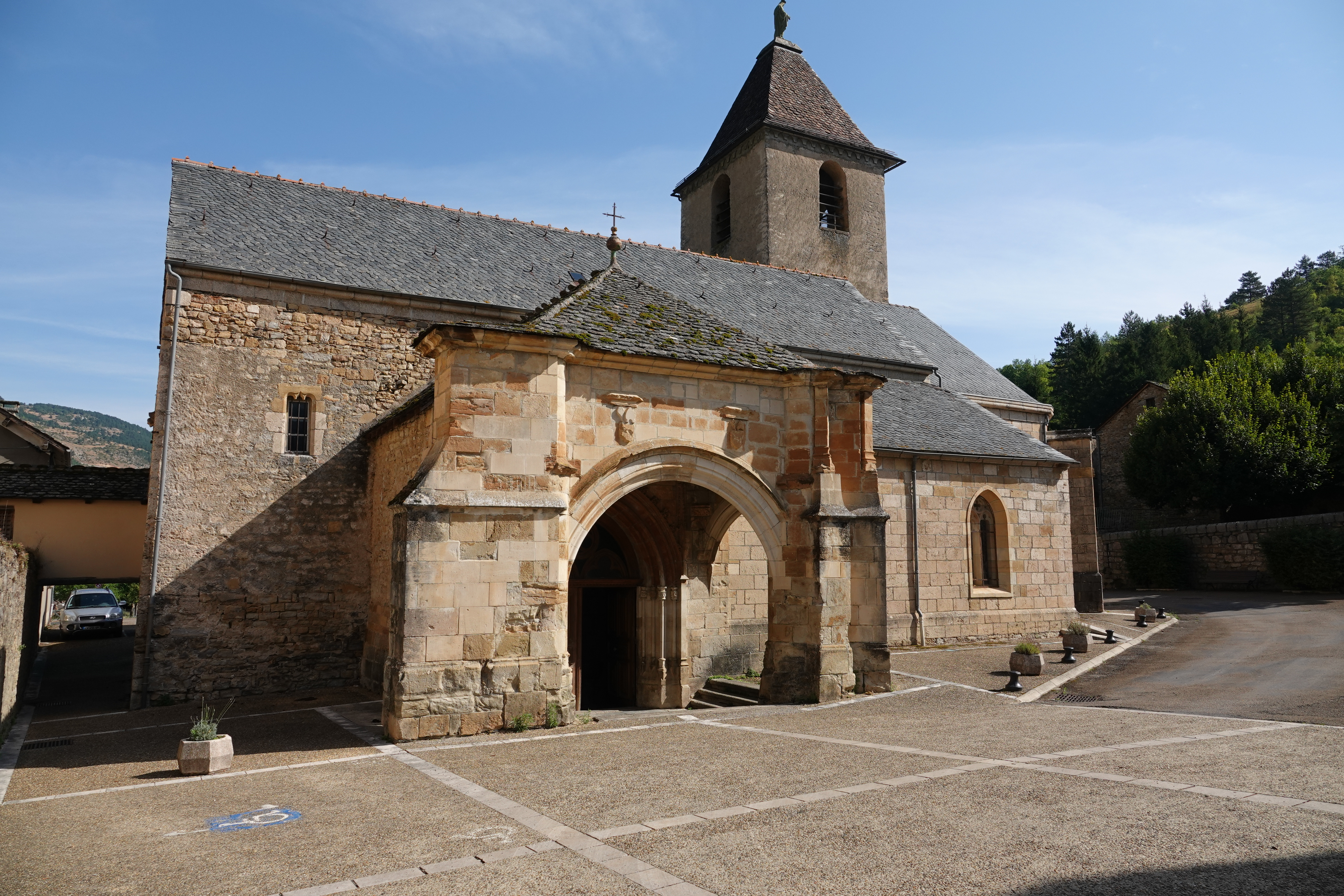
Église Notre-Dame de Quézac (ancienne collégiale)

Quézac (en occitan : Quesac) est une ancienne commune française, située dans le département de la Lozère en région Occitanie. Ses habitants sont appelés les Quézacois.

## Géographie

### Communes limitrophes
|                                        | Ispagnac                          | Bédouès-Cocurès       |
| Sainte-Enimie (Gorges du Tarn Causses) | Quézac                            | Florac Trois Rivières |
|                                        | Montbrun (Gorges du Tarn Causses) |                       |

## Politique et administration

### Liste des maires

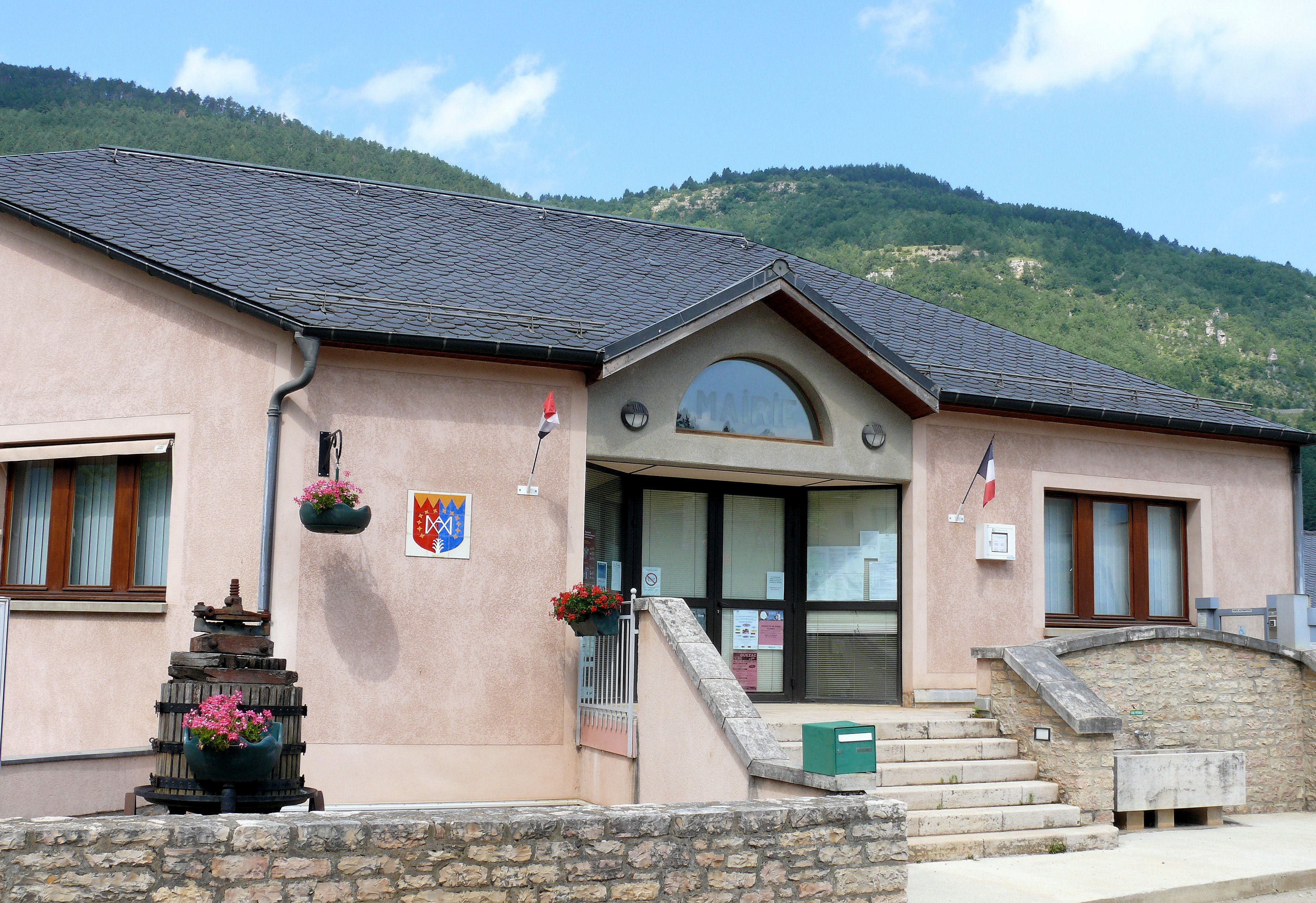
La mairie.

| Période    | Période    | Identité              | Étiquette       | Qualité  |
| ---------- | ---------- | --------------------- | --------------- | -------- |
| Avant 1847 | Après 1856 | Jean François Jassin  |                 |          |
| Avant 1894 | Après 1894 | Jean Baptiste Labaume |                 |          |
| 1959       | 1965       | Louis Litron          | SE              | Géomètre |
| 2001       | 2014       | Jocelyne Longepée     | UMP             |          |
| mars 2014  | 2016       | Flore Thérond         | Front de Gauche |          |

| Période | Période  | Identité        | Étiquette       | Qualité |
| ------- | -------- | --------------- | --------------- | ------- |
| 2017    | 2020     | Flore Thérond   | Front de Gauche |         |
| 2020    | En cours | Anny Miazgowski |                 |         |

## Démographie
L'évolution du nombre d'habitants est connue à travers les recensements de la population effectués dans la commune depuis 1793. À partir du 1er janvier 2009, les populations légales des communes sont publiées annuellement dans le cadre d'un recensement qui repose désormais sur une collecte d'information annuelle, concernant successivement tous les territoires communaux au cours d'une période de cinq ans. 
Pour les communes de moins de 10 000 habitants, une enquête de recensement portant sur toute la population est réalisée tous les cinq ans, les populations légales des années intermédiaires étant quant à elles estimées par interpolation ou extrapolation. Pour la commune, le premier recensement exhaustif entrant dans le cadre du nouveau dispositif a été réalisé en 2004,.
En 2014, la commune comptait 337 habitants, en évolution de 0 % par rapport à 2009 (Lozère : −1,04 %, France hors Mayotte : +2,49 %).
| 1793  | 1800  | 1806  | 1821  | 1831  | 1836 | 1841 | 1846 | 1851 |
| ----- | ----- | ----- | ----- | ----- | ---- | ---- | ---- | ---- |
| 1 278 | 1 270 | 1 276 | 1 275 | 1 241 | 800  | 864  | 840  | 812  |

| 1856 | 1861 | 1866 | 1872 | 1876 | 1881 | 1886 | 1891 | 1896 |
| ---- | ---- | ---- | ---- | ---- | ---- | ---- | ---- | ---- |
| 819  | 840  | 749  | 616  | 628  | 637  | 647  | 615  | 551  |

| 1901 | 1906 | 1911 | 1921 | 1926 | 1931 | 1936 | 1946 | 1954 |
| ---- | ---- | ---- | ---- | ---- | ---- | ---- | ---- | ---- |
| 552  | 546  | 532  | 513  | 502  | 505  | 503  | 375  | 274  |

| 1962 | 1968 | 1975 | 1982 | 1990 | 1999 | 2004 | 2009 | 2014 |
| ---- | ---- | ---- | ---- | ---- | ---- | ---- | ---- | ---- |
| 254  | 257  | 252  | 245  | 239  | 245  | 289  | 337  | 337  |

## Économie

### Industrie

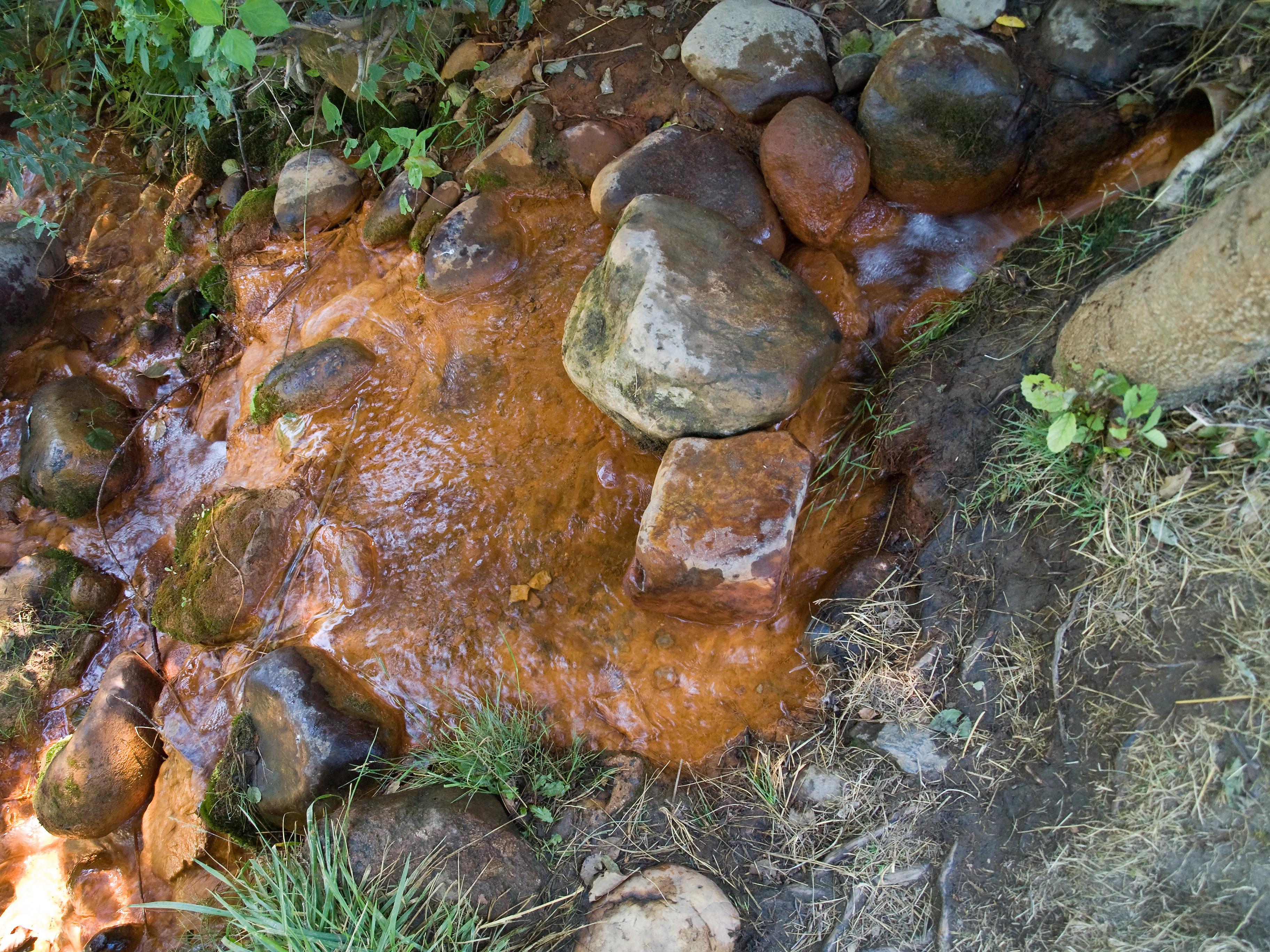
Une des résurgences de la source de l'eau minérale de Quézac.

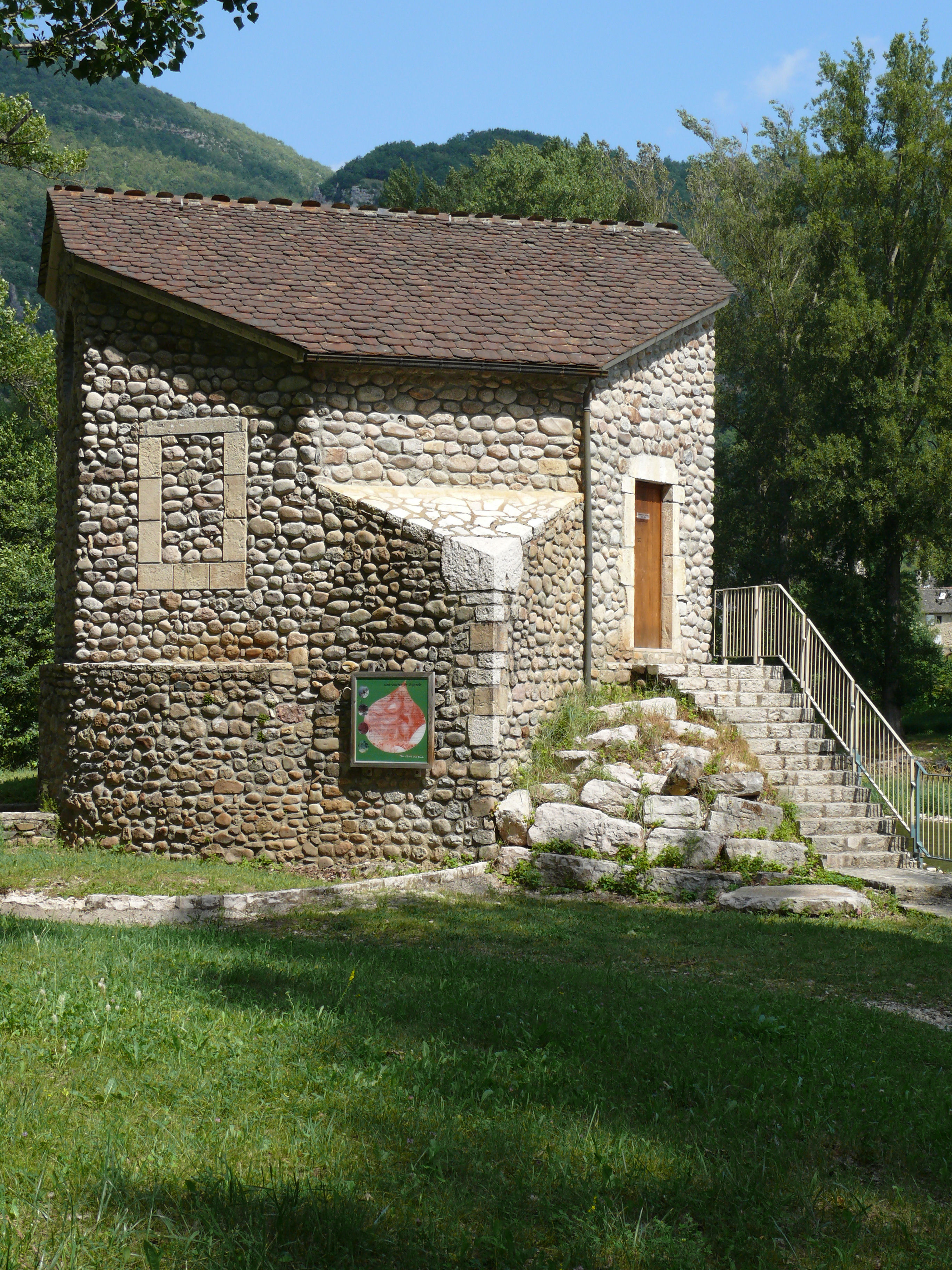
Ancien bâtiment de captage de l'eau de Quézac dans le parc de la source.

La source de l'eau minérale gazeuse de Quézac est actuellement exploitée par la SEMO (Société des Eaux Minérales d'Ogeu), dont on peut d'ailleurs visiter toute l'année l'usine d'embouteillage. Cette usine possède une capacité de production d'environ 20 000 bouteilles/heure.
Les recherches archéologiques faites au XIXe siècle ont montré que la source était utilisée depuis l'époque celte. Une stèle gallo-romaine a confirmé l'occupation du site depuis deux mille ans.
Au XVIIe siècle, l'eau de Quézac commence à faire l'objet d'une attention médicale. Mais c'est en 1860 qu'une notice du docteur Commandré de Florac donne une analyse de l'eau.
La première utilisation commerciale de l'eau de Quézac sous la marque « Diva » commence en 1901 et dure jusqu'en 1931. L'eau de source est déclarée « bicarbonatée, calcique, sodique, magnésienne, ferrugineuse, qui ne trouble pas le vin, a une saveur aigrelette, piquante et des plus agréables ».
Des études géologiques ont révélé que la source est alimentée par le massif du Mont Lozère.

## Culture locale et patrimoine

### Lieux et monuments
- un pont médiéval datant de 1450, permettant de franchir le Tarn

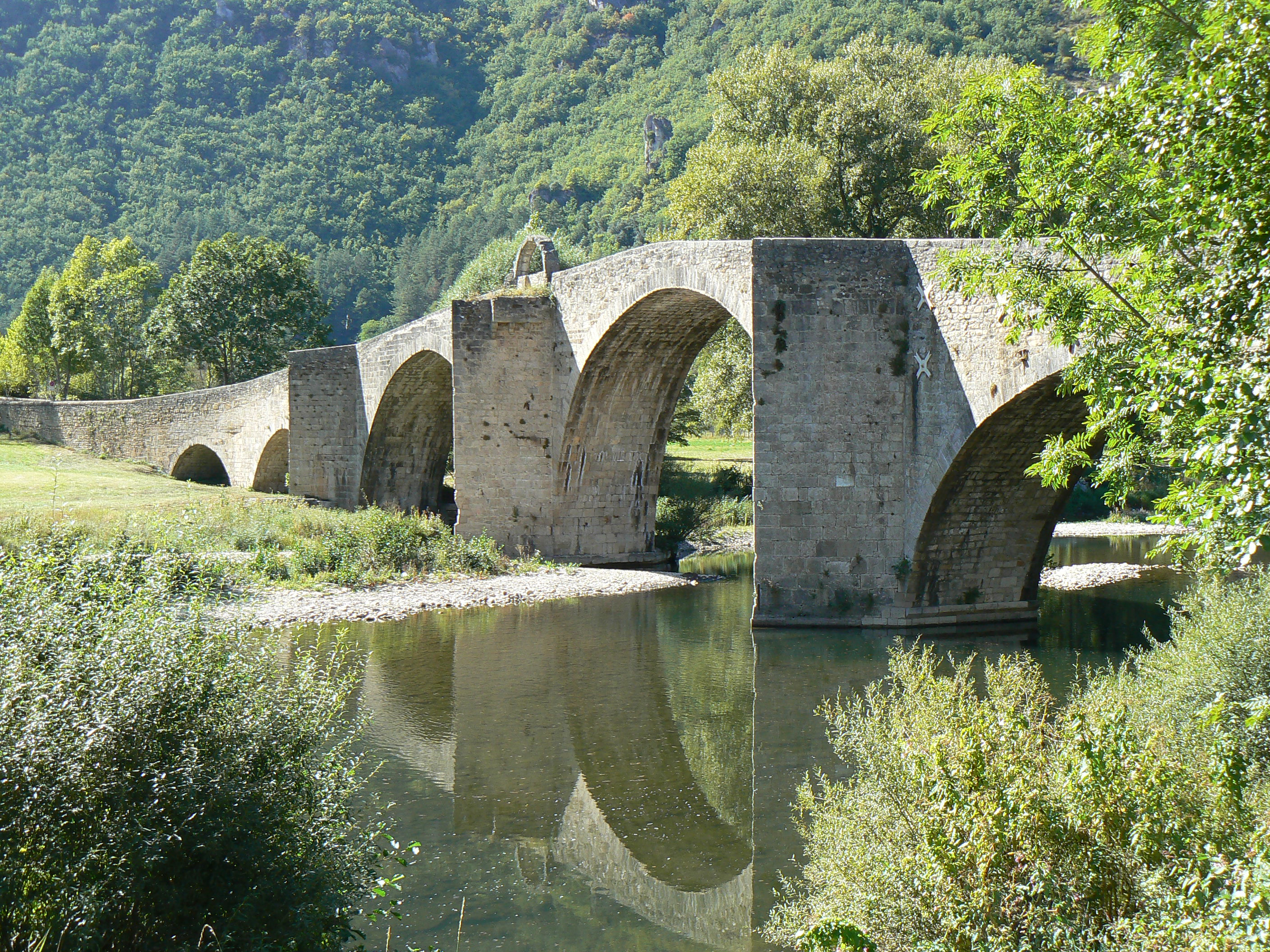
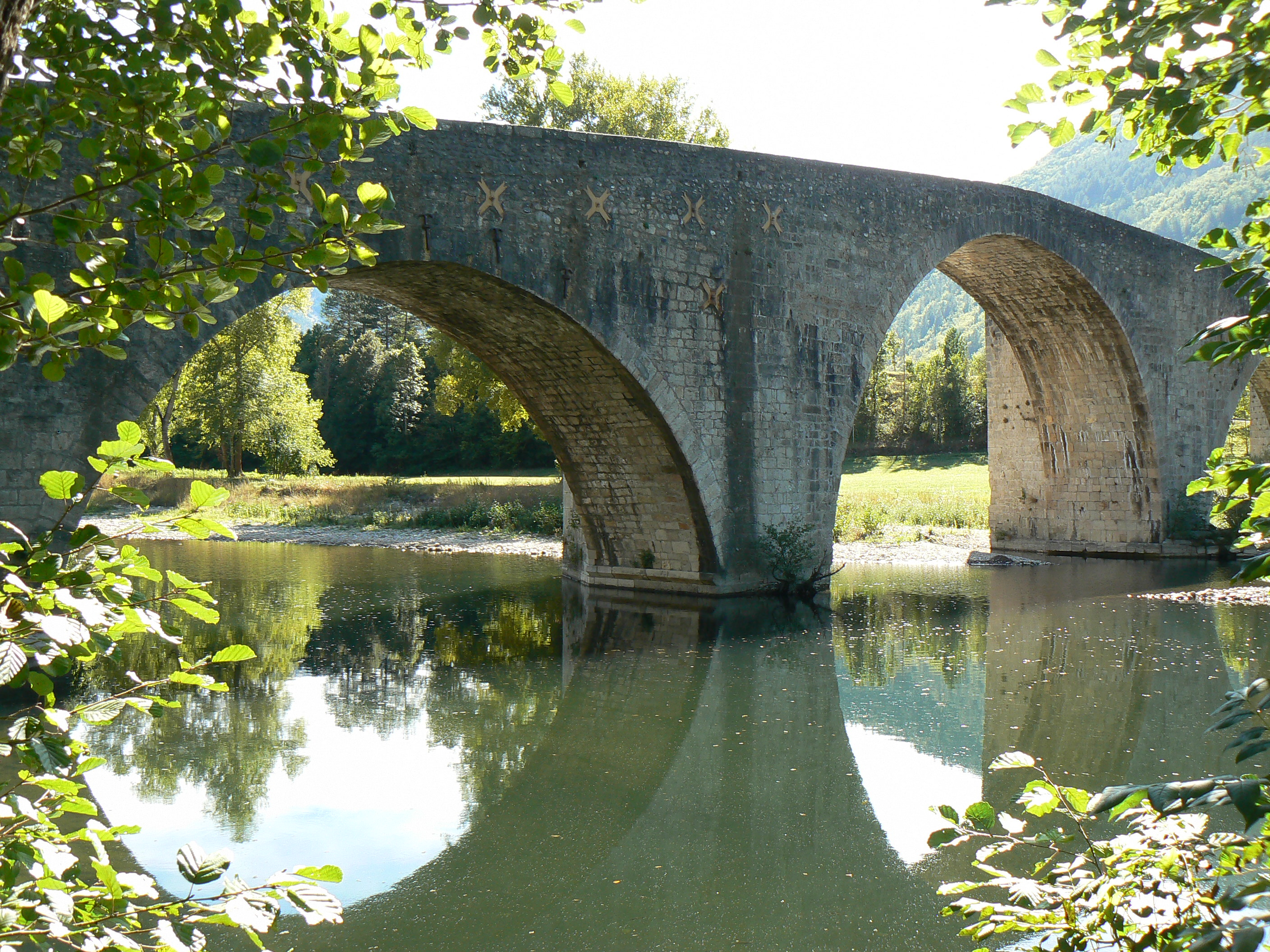
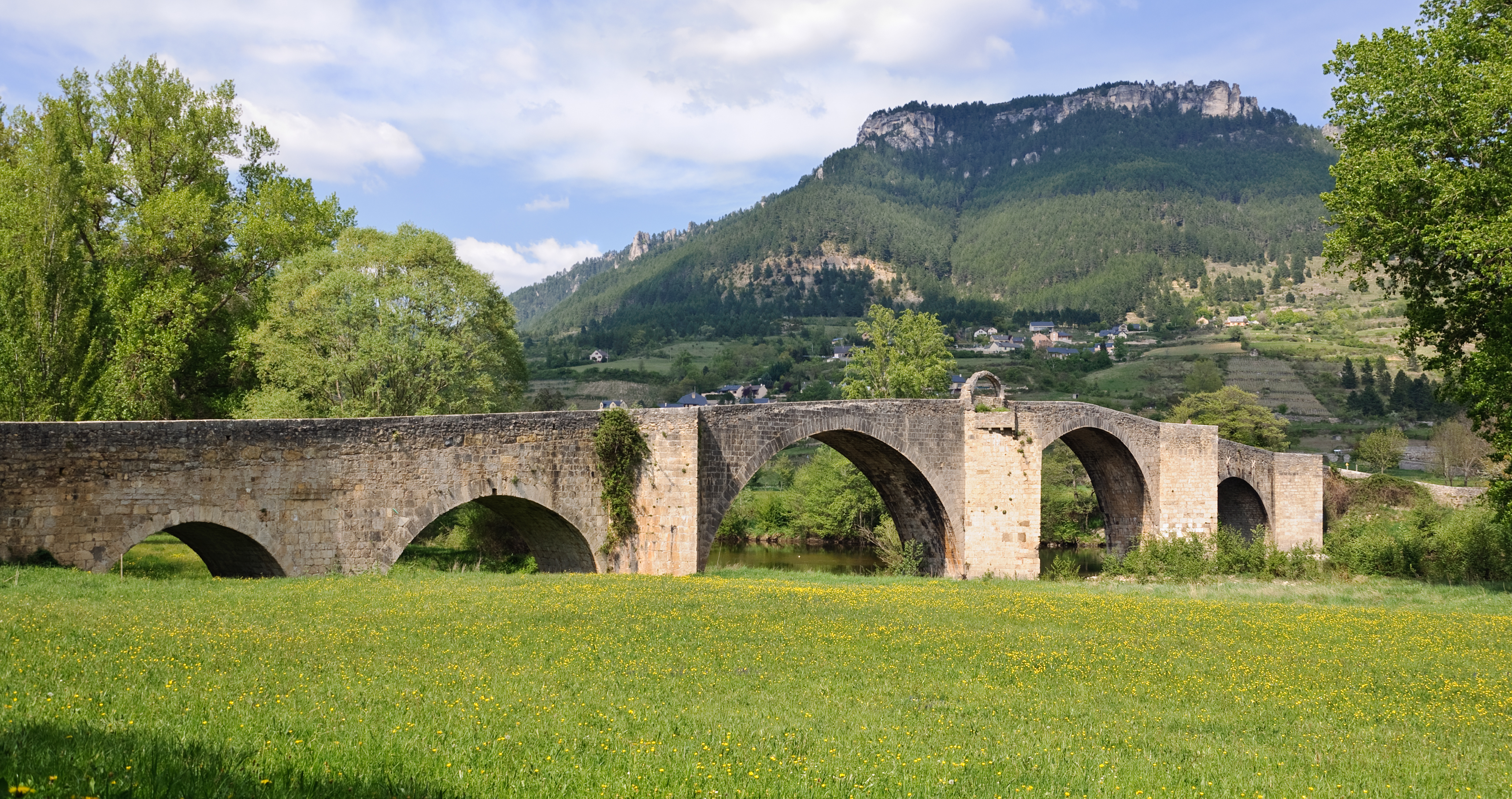

Datant de la même époque, le château de Rocheblave (« roche bleue ») impressionne par son implantation à flanc de gorges. Il tire son nom du roc gris bleuté auquel il est adossé et qui forme l'un de ses murs intérieurs.
On peut aussi visiter la  Collégiale Notre-Dame de Quézac où l' on peut admirer une Vierge noire

### Héraldique
| Quézac | Le blasonnement de Quézac est : parti de gueules et d'azur au monogramme de la Vierge AM entrelacé d'argent accompagné de douze étoiles d'or ordonnées en orle et, en pointe, d'une fontaine jaillissante aussi d'argent, le tout brochant sur la partition ; au chef émanché d'or de quatre pièces |